# Elephantomyia percuneata
Elephantomyia percuneata là một loài ruồi trong họ Limoniidae. Chúng phân bố ở miền Australasia.